# Airphibian
Fulton Airphibian var en amerikansk flygbil, en korsning mellan ett flygplan och en bil.
Flygbilen Airphibian konstruerades av Robert Fulton  och Frazer Dougherty.
Den främre delen av farkosten (bilen) är tillverkad helt i metall, medan bakpartiet består av en löstagbar flygkropp. Flygkroppen är tillverkad i en fackverkskonstruktion av stålrör som är klädd med duk. Vingarna är uppbyggda runt en träbalk och spryglar och är klädda med fanér och duk. I luften ser Airphibian ut som ett normalt högvingat monoflygplan, med undantag av landstället som består av fyra små hjul. Propellern är trebladig för att man ska kunna minska ner propellerdiametern, samtidigt ger den mindre diametern mindre ljud och flygbilen upplevs som tystare än andra flygplan med motsvarande motor.
För att växla mellan landsvägskörning och flygning i luften monterar man isär de två huvuddelarna bilen och flygplanskroppen. Med hjälp av snabbkopplingar kan de två enheterna monteras isär på cirka 3 minuter, medan sammanfogningen tar cirka 7 minuter. Propellern, som vid flygning sitter monterad i fronten på bilen, lossas efter landning och hängs upp på bakkroppens högersida. Med en vev sänks sporrhjulet och två stödhjul från vingarna ner och bakkroppen är klar för parkering.
Flygbilens styrsystem är av konventionell trekontrolltyp. På marken fungerar höger sidroderpedal som broms. Tanken med hela konstruktionen var att man ägde bildelen och hyrde flygdelen vid olika flygfält.
Fyra prototyper tillverkades under kontroll av Federal Aviation Administration (FAA). Efter att konstruktionen övertagits av Taylorcraft kom flygbilen inte att vidareutvecklas eller i serieproduktion. Ett av fordonen finns bevarat vid Smithsonian Institution och ytterligare ett vid National Aviation Museum Ottawa.